# Lalian
Lalian é uma cidade do Paquistão localizada na província de Punjab.